# Çağlar Söyüncü
Çağlar Söyüncü (törökül:ˈtʃaːlaɾ sœˈjyndʒy) (İzmir, Törökország, 1996. május 23. –) török válogatott labdarúgó, a Fenerbahçe játékosa.

## Pályafutása

### Klubcsapatokban
Profi pályafutását a török másodosztályban szereplő Altınordunál kezdte. Söyüncüt szóba hozták az Beşiktaş csapatával, a Galatasarayjal és a Sevillával is, de a 20 éves védő végül a német Bundesligát választotta.

#### SC Freiburg
2016. május 24-én csatlakozott a Freiburg csapatához. Ő volt az első olyan török játékos aki a hazai másodosztályból igazolt a német élvonalba.
2016. augusztus 28-án debütált egy Hertha elleni 2-1-re elvesztett bajnokin. A 2016-17-es szezon őszi idénye után szóba hozták a Lille-lel, az AS Romával, és a Villarreallal is, és a Manchester City is érdeklődött a török védő iránt.

#### Leicester City
2018. augusztus 9-én Söyüncü egy ötéves szerződést írt alá a Premier League-ben szereplő Leicester City csapatával. 2019. október 27-én mutatkozott be az az angol élvonalban, egy West Ham United elleni döntetlennel végződő hazai bajnokin.
Első gólját a 2019-20-as szezon tizenegyedik fordulójában szerezte, 2019. november 3-án, a Crystal Palace otthonában.

#### Atlético Madrid
2023. július 6-án négy évre szóló szerződést kötött az Atlético Madrid csapatával.

## Statisztika

### Klubcsapatokban
Frissítve: 2023. május 8.
|                 |          |                  |               |           |               |              |               |          |               |            |               |       |               |          |
| Klub            | Szezon   | Bajnokság        | Bajnokság     | Bajnokság | Nemzeti kupa  | Nemzeti kupa | Ligakupa      | Ligakupa | Nemzetközi    | Nemzetközi | Egyéb         | Egyéb | Összesen      | Összesen |
| Klub            | Szezon   | Bajnokság        | Pályára lépés | Gól       | Pályára lépés | Gól          | Pályára lépés | Gól      | Pályára lépés | Gól        | Pályára lépés | Gól   | Pályára lépés | Gól      |
| Altınordu       | 2014–15  | TFF First League | 4             | 0         | 6             | 0            | —             | —        | —             | —          | —             | —     | 10            | 0        |
| Altınordu       | 2015–16  | TFF First League | 30            | 2         | 0             | 0            | —             | —        | —             | —          | —             | —     | 30            | 2        |
| Altınordu       | Összesen | Összesen         | 34            | 2         | 6             | 0            | 0             | 0        | 0             | 0          | 0             | 0     | 40            | 2        |
| Freiburg        | 2016–17  | Bundesliga       | 24            | 0         | 1             | 0            | —             | —        | —             | —          | —             | —     | 25            | 0        |
| Freiburg        | 2017–18  | Bundesliga       | 26            | 1         | 2             | 0            | —             | —        | 2             | 0          | —             | —     | 30            | 1        |
| Freiburg        | Összesen | Összesen         | 50            | 1         | 3             | 0            | 0             | 0        | 2             | 0          | 0             | 0     | 55            | 1        |
| Leicester City  | 2018–19  | Premier League   | 6             | 0         | 0             | 0            | 2             | 0        | —             | —          | —             | —     | 8             | 0        |
| Leicester City  | 2019–20  | Premier League   | 34            | 1         | 4             | 0            | 4             | 0        | —             | —          | —             | —     | 42            | 1        |
| Leicester City  | 2020–21  | Premier League   | 23            | 1         | 6             | 0            | 0             | 0        | 3             | 0          | —             | —     | 32            | 1        |
| Leicester City  | 2021–22  | Premier League   | 28            | 1         | 1             | 0            | 3             | 0        | 8             | 0          | 1             | 0     | 41            | 1        |
| Leicester City  | 2022–23  | Premier League   | 7             | 1         | 1             | 0            | 1             | 0        | —             | —          | —             | —     | 9             | 1        |
| Leicester City  | Összes   | Összes           | 98            | 4         | 12            | 0            | 10            | 0        | 11            | 0          | 1             | 0     | 132           | 4        |
| Atlético Madrid | 2023–24  | La Liga          | 0             | 0         | 0             | 0            | —             | —        | 0             | 0          | 0             | 0     | 0             | 0        |
| Atlético Madrid | Összes   | Összes           | 0             | 0         | 0             | 0            | 0             | 0        | 0             | 0          | 0             | 0     | 0             | 0        |
| Összesen        | Összesen | Összesen         | 182           | 7         | 21            | 0            | 10            | 0        | 13            | 0          | 1             | 0     | 227           | 7        |

### A válogatottban
Frissítve: 2019. november 14.
| Válogatott          | Év                  | Pályára lépés | Gól |
| ------------------- | ------------------- | ------------- | --- |
| Törökország U18     | 2014                | 1             | 0   |
| Törökország U19     | 2015                | 3             | 0   |
| Törökország U20     | 2015                | 3             | 0   |
| Törökország U21     | 2015                | 1             | 0   |
| Korosztályos összes | Korosztályos összes | 8             | 0   |
| Törökország         | 2016                | 2             | 0   |
| Törökország         | 2017                | 9             | 0   |
| Törökország         | 2018                | 11            | 1   |
| Törökország         | 2019                | 6             | 0   |
| Felnőtt összes      | Felnőtt összes      | 28            | 1   |
| Karrier összes      | Karrier összes      | 36            | 1   |

### Válogatott góljai
| # | Dátum       | Helyszín                     | Ellenfél | Gól | Eredmény | Kiírás              |
| - | ----------- | ---------------------------- | -------- | --- | -------- | ------------------- |
| 1 | 2018.06.01. | Stade de Genève, Genf, Svájc | Tunézia  | 2–2 | 2–2      | Barátságos mérkőzés |

## Fordítás
Ez a szócikk részben vagy egészben  a(z)   Çağlar Söyüncü című angol Wikipédia-szócikk fordításán alapul.  Az eredeti cikk szerkesztőit annak laptörténete sorolja fel. Ez a jelzés csupán a megfogalmazás eredetét és a szerzői jogokat jelzi, nem szolgál a cikkben szereplő információk forrásmegjelöléseként.